# Valentine
Valentine er en amerikansk tv-serie skabt af Kevin Murphy. Serien debuterede på The CW den 5. oktober 2008.